# Ухедзор
Ухедзор (арм. Ուղեձոր) — село в Вайоцдзорской области Армении.

## География
Село расположено в восточной части марза, на левом берегу реки Дарб, на расстоянии приблизительно 30 километров (по прямой) к востоку-юго-востоку (ESE) от города Ехегнадзор, административного центра области. Абсолютная высота — 2025 метров над уровнем моря.
Климат
Климат характеризуется как умеренно холодный, влажный (Dfb в классификации климатов Кёппена). Среднегодовая температура воздуха составляет 6,1 °C. Средняя температура самого холодного месяца (января) составляет −5,7 °С, самого жаркого месяца (июля) — 17,4 °С. Расчётная многолетняя норма атмосферных осадков — 489 мм. Наибольшее количество осадков выпадает в мае (83 мм).

## Население
| Год переписи | Население          | Население          | Население          | Население            | Население            | Население            |
| Год переписи | Наличное население | Наличное население | Наличное население | Постоянное население | Постоянное население | Постоянное население |
| Год переписи | Всего              | Мужчины            | Женщины            | Всего                | Мужчины              | Женщины              |
| ------------ | ------------------ | ------------------ | ------------------ | -------------------- | -------------------- | -------------------- |
| 2001         | 132                | 72                 | 60                 | 133                  | 73                   | 60                   |
| 2011         | 21                 | 10                 | 11                 | 21                   | 10                   | 11                   |

| Год  | Численность | Численность |
| ---- | ----------- | ----------- |
| 1831 | 25          | [ 8 ]       |
| 1873 | 226         | [ 9 ]       |
| 1897 | 417         | [ 8 ]       |
| 1926 | 185         | [ 8 ]       |
| 1939 | 446         | [ 8 ]       |
| 1959 | 281         | [ 8 ]       |
| 1970 | 575         | [ 8 ]       |
| 1979 | 579         | [ 8 ]       |
| 1989 | 78          | [ 8 ]       |
| 2001 | 133         | [ 8 ]       |
| 2011 | 21          | [ 10 ]      |